# Carstairs (Alberta)
Pour les articles homonymes, voir Carstairs (homonymie).
Carstairs est une ville (town) du Comté de Mountain View, située dans la province canadienne d'Alberta.

## Démographie
En tant que localité désignée dans le recensement de 2011, Carstairs a une population de 3 442 habitants dans 1 311 de ses 1 397 logements, soit une variation de 27,5 % avec la population de 2006. Avec une superficie de 11,53 km2, la ville possède une densité de population de 298,4 hab/km2 en 2011.
Concernant le recensement de 2006, Carstairs abritait 2 656 habitants dans 1001 de ses 1019 logements. Avec une superficie de 5 km2, la ville possédait une densité de population de 531,2 hab/km2 en 2006.
| 2001  | 2006  | 2011  | 2016  |
| ----- | ----- | ----- | ----- |
| 2 254 | 2 656 | 3 442 | 4 077 |